# کبوتر نیکوبار
 کبوتر نیکوبار (نام علمی: Caloenas nicobarica) نام یک گونه از تیره کبوتر است.